# Dicranolejeunea
Dicranolejeunea là một chi rêu trong họ Lejeuneaceae.